# 8039 Grandprism
8039 Grandprism è un asteroide della fascia principale. Scoperto nel 1993, presenta un'orbita caratterizzata da un semiasse maggiore pari a 2,4181708 UA e da un'eccentricità di 0,1475686, inclinata di 2,89103° rispetto all'eclittica.